# Utu
utu（うつ、12月18日 - ）は、日本の成人向け漫画家。

## 経歴
2011年、「アンニュイな昼下り」を、『COMIC華漫』（ワニマガジン社）7月号に発表して漫画家デビュー。主に『COMIC失楽天』（同）で作品を発表している。
2019年6月からはWEB上で『勇者娘ガオガイガールズ』を連載している（作画担当、原作：矢立肇、協力：米たにヨシトモ、脚本：小太刀右京）。

## 作品リスト
1. 『発情コンプレックス』[3] （2014年4月30日発売[4]、ワニマガジン社〈ワニマガジンコミックススペシャル〉、ISBN 978-4-86269-306-8）
  - 義母いぢり／カテキョ～ムスメと基礎補修授業～／カテキョ～ハハと特別授業～／ナガハマバシのヒトミさん／魅惑のNTR／ナツのチナ／愛犬のおしごと／せんせい／イトコと微熱／アンニュイな昼下がり／濃蜜カフェ／帰ってきたナガハマバシのヒトミさん（描き下し）
2. 『色は匂へど…』[5] （2015年7月31日発売[6]、ワニマガジン社〈ワニマガジンコミックススペシャル〉、ISBN 978-4-86269-378-5）
  - 発情恋愛（単行本用に加筆）／DTとSF／さわられごこち／愛してッ！シスター／サクラ・トイキ／桃御の大きな樹の下で／クリーニングのいたずら仕立て／いっしょにサイエンス／トイレの女神さま／おもいでひいろ／ギワクとミワク／ふたりのオモチャ
3. 『はれんち。』[7] （2017年11月30日発売[8]、ワニマガジン社〈ワニマガジンコミックススペシャル〉、ISBN 978-4-86269-530-7）
  - 天使のきじょーい （COMIC失楽天 2015年8月号）
  - はれんち。 （COMIC快楽天BEAST 2015年9月号）
  - ねぇちゃんH （COMIC失楽天 2016年1月号）
  - ギャル弁 （COMIC失楽天 2016年3月号）
  - つみきちゃん （COMIC失楽天 2017年3月号）
  - プールサイドのヒメゴト （COMIC失楽天 2016年7月号）
  - ウルトラシスター （COMIC失楽天 2016年11月号）
  - ウルトラアフター （COMIC失楽天 2016年12月号）
  - ウラッツラ （COMIC失楽天 2016年5月号）
  - ぼくのマーメイド （COMIC失楽天 2015年11月号）
  - じゅようときょうきゅう （COMIC失楽天 2017年5月号）
  - おもいおもい （COMIC失楽天 2017年7月号）
  - 大家さんのか・お・り （COMIC失楽天 2017年9月号）
4. 『はんじゅくチェリー』[9] （2019年6月28日発売[10]、ワニマガジン社〈ワニマガジンコミックススペシャル〉、ISBN 978-4-86269-649-6）
  - ぼくたちの牧野せんせい （COMIC失楽天 2018年6月号）
  - とれーにんぐヤッホー （COMIC失楽天 2018年10月号）
  - 戸倉さんは猫が好き！ （COMIC失楽天 2018年2月号）
  - 洵さんのツマミグイ （COMIC失楽天 2019年2月号）
  - ヤキモキつみきちゃん （COMIC失楽天 2017年12月号）
  - カナちゃんお買い上げ （COMIC失楽天 2018年8月号）
  - ツルのウズウズ （COMIC失楽天 2017年1月号）
  - せんぱいあのね （COMIC失楽天 2016年9月号）
  - 不機嫌な響ちゃん （COMIC失楽天 2018年4月号）
5. 『くちどけピース!』[11] （2020年10月30日発売[12]、ワニマガジン社〈ワニマガジンコミックススペシャル〉、ISBN 978-4-86269-741-7）
  - コクりコクられ （COMIC失楽天 2019年7月号）
  - このみの距離感 （COMIC失楽天 2020年10月号）
  - 後輩のシツケカタ （COMIC失楽天 2020年6月号）
  - 修学旅行ヨルの部 （COMIC失楽天 2019年12月号）
  - イライラタイム （COMIC失楽天 2019年10月号）
  - 微笑の図書室 （COMIC失楽天 2019年4月号）
  - くちなわのきみ （COMIC失楽天 2018年12月号）